# متجر تطبيقات هواوي

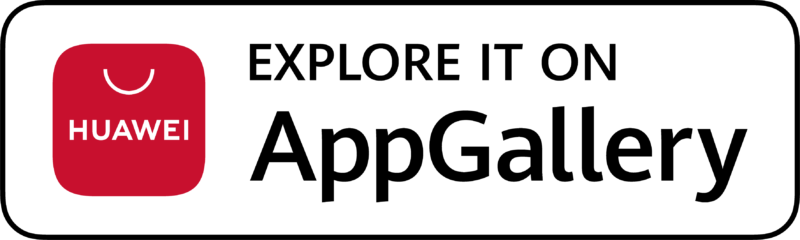
شارة AppGallery مع نص "Explore it on AppGallery"

هواوي آب جالري (بالإنجليزية: Huawei AppGallery) ويُعرف اختصاراً آب جالري (AppGallery) هو نظام إدارة حزم ومنصة توزيع تطبيقات، أو «متجر التطبيقات» عالمي، طورته شركةهواوي لنظام التشغيل أندرويد مفتوح المصدر الذي طورته جوجل ونظام هارموني أو إس من هواوي. يتم استخدام آب جالري بواسطة 420 مليون مستخدم نشط على 700 مليون جهاز هواوي على الاقل.
اعتبارًا من 1 مارس 2021، أصبح المتجر أكثر من 530 مليون مُستخدمٍ نشط، ما يُمثل زيادة بنسبة 83٪ سنويًا في التوزيع داخل التطبيق.

## روابط خارجية
- HuaweiMobileServices.com/appgallery نسخة محفوظة 3 يناير 2022 على موقع واي باك مشين. - الموقع الرسمي
- AppGallery Connect - بوابة خدمات تطبيقات الأجهزة المحمولة الرسمية من Huawei ، في Huawei Developer